# 木蘭 (程式語言)
木蘭（英語：Mulan），名稱來自模塊單元語言（Module Unit Language）的縮寫，是一种教學用程式語言，其語法規範來自Lua，編譯與執行環境使用Python實現。由中国科学院计算技术研究所入股的中科智芯公司於2020年1月15日發表，團隊領導人為中科院副研究員劉雷。這套程式語言是中科智芯公司的重點產品，主要應用於中華人民共和國境內的中小學及幼兒園，作教育使用。
發表之初，研發團隊曾稱這個程式語言可使用於人工智慧與物聯網，完全自主研發，編譯器與集成开发环境套件也完全由團隊開發。在發表後，被質疑是以Python 3.7套件套殼產生。開發者劉雷承認是基於Python做二次開發，完全自主研發以及針對人工智慧及物聯網應用開發等說法為過度誇大。至2020年1月20日，官方下载网页无法打开，刘雷也被中科院停职接受调查。

## 簡介
木兰由中国科学院计算技术研究所国家重点实验室編譯組研發團隊於2020年1月15日發表。在發表時，开发团队领导人刘雷声称這套程式語言完全由這個研發團隊進行自主設計、開發、編程，編譯器與集成開發工具套件也完全自主開發，完全掌握核心技術；刘雷認為這個程式語言將會成為「智能物聯時代的C語言」。刘雷声称，木兰是為針對人工智慧與物聯網應用而開發的程式語言；不过因為有易於理解及使用的特性，在尚未被大量使用于应用开发的情况下，木兰已經投入中小學及幼兒園的教育課程中使用。在硬體上，能夠搭配中華人民共和國自主研發的龍芯、寒武紀處理器，在作業系統上可搭配Android、iOS、Linux、Windows系統跨平台運作。
中科智芯科技有限公司提供“青少年人工智能教育”相关的服务，其网页上介绍木兰语言时则仅声称该语言是“专为人工智能教育而生的编程语言”。2020年1月20日，中科智芯科技网站所提供的木兰的“语言环境”的安装包名称为ulang-0.2.2.exe。

## 語法內容
因為官方尚沒有提供完整開發文件與集成開發套件，這個程式語言的實質內容並不清楚，但在開放 ulang.exe 下載後，開發者社群對它進行逆向工程，對它的特性有基礎了解。通过重现项目，发现了更多语法特性。下面是用木兰源码编写的猜 1-100 数字例程，可用 ulang.exe 运行。
```
using
 
Cmd
 
in
 
cmd
;
 
using
 
exit
 
in
 
sys
;
 
using
 
randrange
 
in
 
random

type
 
GuessNumber
 
:
 
Cmd
 
{

  
{

    
intro
,
 
prompt
 
=
 
"I have a number within 100 in mind, guess which one?"
,
 
"Try: "

    
numberInMind
 
=
 
randrange
(
1000
)
 
/
 
10
;
 
history
 
=
 
[];
 
closestDiffSoFar
 
=
 
100

  
}

  
func
 
$
default
(
row
)
 
{

    
try
 
{
 
n
 
=
 
int
(
row
)
 
}

    
catch
 
e
 
:
 
ValueError
 
{
 
println
(
"`row` is not a number, try again"
);
 
return
 
}

    
$
history
.
append
(
n
);
 
$
compare
(
n
)

  
}

  
func
 
$
compare
(
n
)
 
{

    
if
 
n
 
==
 
$
numberInMind
 
{
 
println
(
"Bingo!"
);
 
exit
()
 
}

    
else
 
{

      
println
(
"Too "
 
+
 
(
n
 
>
 
$
numberInMind
 
?
 
"large"
 
:
 
"small"
)
 
+
 
"!"
)

      
println
(
"Getting close though"
)
 
if
 
$
gettingCloser
()

    
}

  
}

  
func
 
$
gettingCloser
 
{

    
minDiff
 
=
 
min
(
map
(
n
 
->
 
{
 
diff
 
=
 
n
 
-
 
$
numberInMind
;
 
return
 
diff
 
>
 
0
 
?
 
diff
 
:
 
-
diff
 
},
 
$
history
))

    
{
 
$
closestDiffSoFar
 
=
 
minDiff
;
 
return
 
true
 
}
 
if
 
$
closestDiffSoFar
 
>
 
minDiff

  
}

}

GuessNumber
().
cmdloop
()

```

其語法的最直观特色之一是取消了 Python 的強制縮排，改用大括號。通过语句末尾的分号，支持一行内编写多个语句。
函数方面，可以用 $ 代替 self；在函数无参数时，定义时可以省略 ()；支持 lambda 函数内多个语句。
类型方面，类型扩展使用冒号表示；类型变量需用大括号包围，如例程中的 intro、prompt 等。
内置函数方面，添加了 println；isinstance 改为 isa。
注释段用 /* */，注释行用 //。
关键词方面有诸多修改，比如由 Python 使用的 def 改成 func，類似於Swift、Go與PHP；try...except 改为 try...catch；None 改为 nil，True/False 改为 true/false；class 改为 type 等等。
不支援漢字作為變數名稱，保留的關鍵字中也沒有漢字，因此不能以中文來進行編程。与此相比，Python 3可以使用Unicode文字（包括汉字）作为变量名。

## 实现原理
在程序執行時，用 RPly  進行詞法與語法分析后生成 Python 抽象語法樹，调用 Python 内置函数 compile 生成可执行码，再调用 Python 内置函数 exec 运行。运行速度与 Python 相近。由于基于 Python 的运行时环境，可以跨平臺運作。
除了运行木兰源码，ulang.exe 还有参数支持周边功能。其中 --dump-python 借助 codegen 库将木兰源码生成对应的 Python 代码。
通过扩展 Python 内置函数 __import__，支持导入木兰模块，同时仍支持导入 Python 模块，而且不需 __init__.py 即可找到模块。语法与 Python 基本对应。
```
using
 
some_module

using
 
module1
,
 
module2

using
 
some_method
 
in
 
some_module

using
 
*
 
in
 
some_module

using
 
*
 
in
 
.

using
 
ceil
 
in
 
math

```

## 关于核心技术的争议
在其執行檔ulang-0.2.2.exe開放下載後，CSDN网友“沉迷单车的追风少年”等开发者發現，這個執行檔是直接用PyInstaller將Python 3.7套件打包成一個執行檔，圖標直接使用Python的官方圖標。在解開後，其內容大部份都是python 3.7的官方套件，包括python的建構環境、套件等，自行撰寫的部份不多，與其宣稱完全自主開發不同。開發者劉雷回應，在8位元單晶片上的編譯器是由他們團隊自主開發，在32位元處理器上則是基於Python二次開發，其語法規範來自Lua，但擴充了資料類型，主要使用於中小學教育，而不是人工智慧與物聯網開發。1月19日，相关负责人刘雷被中科院停职检查。之后刘雷则表示木兰项目没有使用任何科研经费。1月19日，官方下载网页已经无法打开。

## 處罰
2020年1月23日，中国科学院计算技术研究所发布《关于“木兰”语言问题的调查与处理意见》，认为刘雷在“木兰”语言的宣传活动中存在欺瞒、虚假陈述和夸大宣传的行为，取消其五年内专业技术岗位晋升的申请资格，取消三年内科研项目的申请资格，岗位等级从工程师一级降为助理工程师一级。

## 评论
《经济日报》（中国经济网）认为，学术界的丑闻“让人痛心”，认为科学不容玷污，应加强科学道德和学风建设。认为科研工作者应该“以身作则，还学术、还科研一片净土”。

## 重现项目
由于木兰源码并未由官方发布，于1月16日在知乎提出问题‘「木兰」编程语言有什么特色？’的编程语言爱好者吴烜随即创建了木兰编程语言重现项目，并开源在Gitee。2020年11月25日，该项目在开源中国（OSCHINA）主办的评选活动中位列“最积极运营项目”前20名。
此项目通过修改词法分析部分，使木兰支持了中文标识符。猜数字例程改用中文命名如下。
```
using
 
Cmd
 
in
 
cmd
;
 
using
 
exit
 
in
 
sys
;
 
using
 
随机范围数
 
in
 
随机数

type
 
猜数字
 
:
 
Cmd
 
{

  
{

    
intro
,
 
prompt
 
=
 
"木兰想了个 100 之内的数，猜是几？"
,
 
"猜猜吧: "

    
想的
 
=
 
随机范围数
(
1000
)
 
/
 
10
;
 
历史
 
=
 
[];
 
至今最近
 
=
 
100

  
}

  
func
 
$
default
(
行
)
 
{

    
try
 
{
 
数
 
=
 
int
(
行
)
 
}

    
catch
 
例外
 
:
 
ValueError
 
{
 
println
(
"`行` 不是数，请再试"
);
 
return
 
}

    
$历史
.
append
(
数
);
 
$比较
(
数
)

  
}

  
func
 
$比较
(
数
)
 
{

    
if
 
数
 
==
 
$想的
 
{
 
println
(
"中了!"
);
 
exit
()
 
}

    
else
 
{

      
println
(
"太"
 
+
 
(
数
 
>
 
$想的
 
?
 
"大"
 
:
 
"小"
)
 
+
 
"了!"
)

      
println
(
"不过接近咯"
)
 
if
 
$接近了
()

    
}

  
}

  
func
 
$接近了
 
{

    
最近
 
=
 
min
(
map
(
数
 
->
 
{
 
差
 
=
 
数
 
-
 
$想的
;
 
return
 
差
 
>
 
0
 
?
 
差
 
:
 
-
差
 
},
 
$历史
))

    
{
 
$至今最近
 
=
 
最近
;
 
return
 
true
 
}
 
if
 
$至今最近
 
>
 
最近

  
}

}

猜数字
().
cmdloop
()

```